# Danegeld

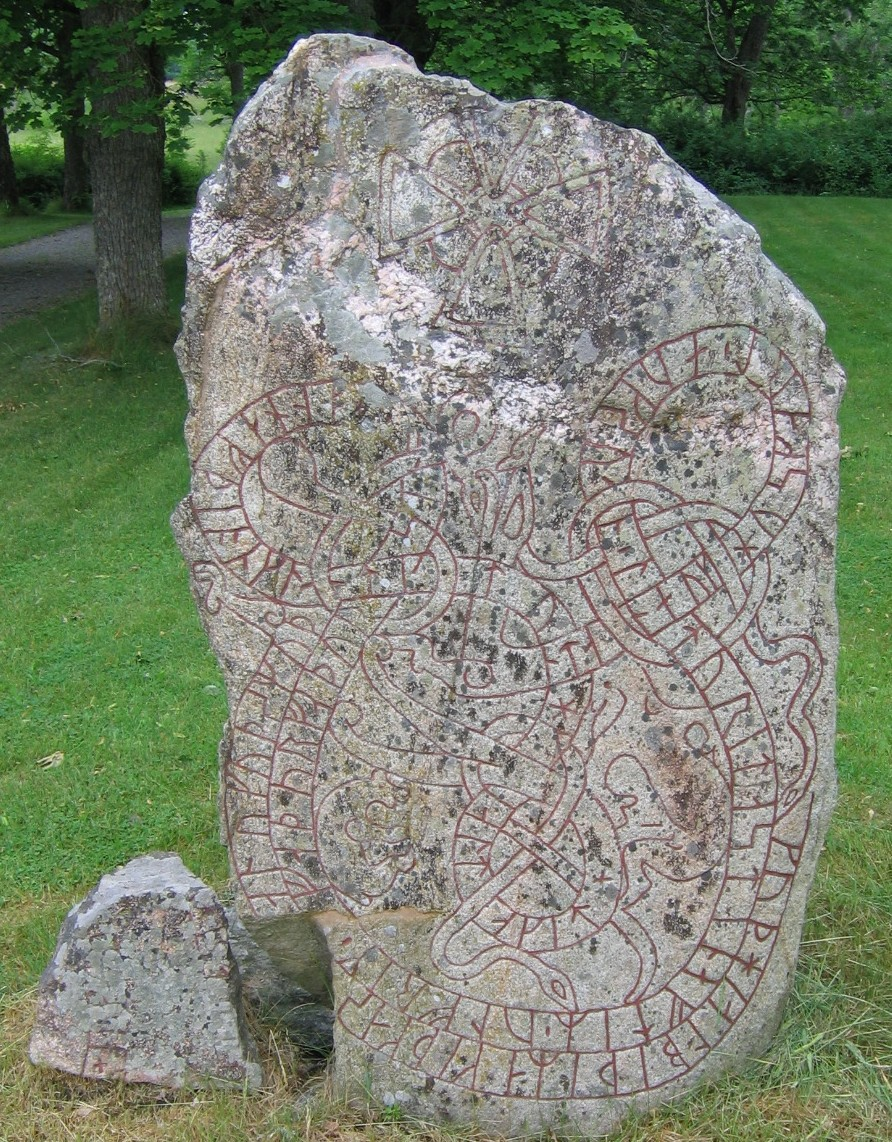
La pedra rúnica de Lingsberg U 241de Lingsberg, Uppland, Suècia, col·locada pels nets d'en Ulfríkr vers l'any 1050 commemora la recepció de dos danegelds a Anglaterra.

El danegeld o impost danès (literalment 'or danès') fou un import aplicat per al pagament del tribut als expedicionaris vikings per evitar el saqueig i la pirateria en terres d'influència. S'anomenava popularment gled o gafol segons indiquen fonts del segle xi, i gyld o heregild també varen arribar a utilitzar-se com bé apareix en la crònica anglosaxona per molt que el terme no aparegués abans dels principis de segle xii. Era un import característic d'Anglaterra i de la França merovíngia durant els segles ix i xi, sent ambdós tributaris per evitar els atacants i com a formar de pagament per cobrir les despeses de les forces defensives.
El primer pagament documentat data de l'any 991 aC a Anglaterra on es va lliurar 10.000 lliures romanes de plata després del triomf viking a la batalla de Maldon a Essex, quan el rei, Etelred l'Indecís fou instat per l'arquebisbe Sigeric el Seriós i els consellers de les províncies del sud-oest de pagar els vikings, fet que aconseguiria un fre en les contínues esbatussades armades.
Les victòries que aconseguien els vikings, per tant, els danegleds que se'n desprenien, eren posades per escrits en roques, tal com es pot observar a la foto de la dreta.